# Frans Mille
Frans Napoleon Mille (Ruiselede, 7 juni 1832 – 7 mei 1903) was een 19e-eeuwse Belgisch dirigent en componist. Hij werd geboren in het gezin van Florens Mille, die in Ruiselede muziekmeester was van de plaatselijke muziekmaatschappij. In het gezin werden ook nog twee andere muzikaal begaafde zonen geboren, nl. Leon (°1824) en Leander (°1827). Frans Mille was een tijdgenoot van Alfons Mervillie, Constant Van Haute en Jules De Lodder.

## Levensloop
In 1857 behaalde Frans Mille zijn getuigschrift van koster. Na enkele jaren dienst in Dudzele, kwam hij in 1872 als koster naar zijn geboortedorp. In 1874 werd het dirigent van het nieuw opgerichte zangkoor van de Jongelingenkring. Omstreeks 1882-1883 werd hij dirigent van de pas opgerichte Jongelingenfanfare, een functie die hij uitoefende tot zijn overlijden. 
Hij werkte ook veel samen Gustaaf-Hendrik Flamen, priester en schrijver, voor wie hij een stukken componeerde voor massazang, cantates of toneelwerken. Deze werden uitgevoerd ter gelegenheid van de prijsuitreikingen in het pensionaat van de Zusters van Onze-Lieve-Vrouw van 7 Weeën, waarop Guido Gezelle o.a. in 1887 en 1894 aanwezig was.
Hij componeerde ook een aantal liederen op tekst van de Kortrijkse dichter Th. Sevens: o.a. Liederen en andere gedichten voor de jeugd, Vragen naar God, Voor Vader en Moeder, Ave Maria, Avondlied en In Vlaanderen. Hij zette ook enkele gedichten van de taalkundige Leonard Lodewijk De Bo (1826-1885) op muziek. Verder zijn ook nog van zijn hand: Des morgens als de Zonne en Messe Solemnelle à 3 voix. 
In 1893 verscheen het boekje 'Een half 25 Vlaamse liederen', in Ruiselede uitgegeven door de plaatselijke drukker A. Standaert. De teksten waren van de Kanegemse onderwijzer Aloïs Van Houtteghem. Zeven van de liederen waren getoondicht door Mille, nl. Elke vogel zingt zooals hij is gebekt, De Broedermin, Arme vader, Een stok in het wiel, Nikolaas Zannekin,
Arme moeder en Aan mijn geboortedorp. 